# Tina Maria Aigner
Tina Maria Aigner (* 1. März 1980 in München) ist eine deutsche Schauspielerin und Kabarettistin.
Als Jugendliche kam Aigner mit dem Theater in Berührung und trat als 17-Jährige in einem Hip-Hop-Musical auf.
Sie machte eine Musical-Ausbildung in Gesang, Schauspiel und Tanz in den Stage Holding Studios in Hamburg. Als Instrumentalmusikerin lernte sie auch E-Bass.
2001 war sie im Hip-Hop-Musical WestEndOpera in Berlin zu sehen. 2004 trat sie im Musical Der kleine Horrorladen in der Rolle der Audrey auf.
Neben Auftritten am Scharlatan Theater in Hamburg ab Herbst 2006 und bei den von Anna Magdalena Bössen inszenierten „Textouren Hamburg“ ist sie auch am Berliner Kabarett-Theater Distel engagiert. Sie war unter anderem in den Produktionen Die Zukunft ist kein Ponyhof (2018) und in Der Zweck heiligt den Abend (2019) zu erleben.
Im April 2021 nahm Aigner an der Aktion allesdichtmachen teil.